# Nadace rodiny Vlčkových
Nadace rodiny Vlčkových (IČ 10660941) je filantropická organizace založená manželi Ondřejem a Katarínou Vlčkovými. Ondřej Vlček je od července 2019 generálním ředitelem společnosti Avast Software, jeho choť Katarína je lékařkou v mobilním hospici Cesta domů. Do nadace se manželé rozhodli ze svého majetku vložit částku ve výši 1,5 miliardy korun českých. Dvě třetiny z této částky se stanou jistinou, která bude generovat další výnosy, a zbylých 500 milionů se využije na činnost nadace. Manželé Vlčkovi plánovali vybudovat dětský hospic s paliativní péčí. Za tím účelem v dubnu 2021 zakoupili pražskou usedlost Cibulka, kterou by chtěli na takové zařízení do pěti let přebudovat.